# Pigasus (política)
Pigasus, también conocido como Pigasus el Inmortal y Pigasus J. Pig, fue un cerdo doméstico de 65,8 kg (145 lb) que fue nominado para la presidencia de los Estados Unidos como un gesto teatral por el Partido Internacional de la Juventud el 23 de agosto de 1968, justo antes de la apertura de la Convención Nacional Demócrata en Chicago, Illinois. El partido, orientado a la juventud (cuyos miembros eran comúnmente llamados "yippies"), era un grupo revolucionario antisistema y contracultural cuyas opiniones estaban inspiradas en los movimientos de libertad de expresión y contra la guerra de los años 1960, principalmente la oposición a la participación de los Estados Unidos en la guerra de Vietnam. 
Después de este episodio, Pigasus fue un miembro del grupo Hog Farm ("Granja de puercos"), y avanzó con ellos. El candidato también figuró en el desfile en el embarcadero de la basura en la calle Gansevoort Street en el río Hudson River, que avanzó hasta Tompkins Square Park 
El nombre del cerdo era una broma sobre Pegaso, el caballo alado en la mitología griega. Nótese el parecido entre Pigasus y la palabra pig, que significa cerdo en inglés. La campaña Pigasus fue mencionada en la trilogía Illuminatus!, al principio del primer libro.
Los yippies eran conocidos por utilizar teatralidades dramáticas en sus manifestaciones, y utilizaron a Pigasus como una forma de burlarse del statu quo social. En un mitin en el que anunciaban su candidatura, la policía de Chicago confiscó a Pigasus y varios de sus partidarios yippies fueron arrestados por alteración del orden público.